# Absalon (imię)
Absalon, Absalom – imię męskie pochodzenia biblijnego. Wywodzi się z hebrajskiego Abishalom oznaczającego „Ojciec [Bóg] jest pokojem”. Formą przyjętą w Polsce jest Absalon. Skandynawską formą tego imienia jest Axel.
Absalon imieniny obchodzi 2 marca i 2 września.

## Znane osoby noszące imię Absalon
- Absalom (syn Dawida)
- Absalon – biskup duński (1124 – 1201) (zob. też Kanut VI)
- Erik Axel Karlfeldt – poeta szwedzki
- Axel Oxenstierna – kanclerz Krystyny, królowej Szwecji
- Axel Rudi Pell – niemiecki muzyk heavymetalowy
- Akseli Kokkonen

## Odpowiedniki w innych językach
- Języki angielski, czeski, islandzki, niderlandzki, niemiecki, słowacki, szwedzki, węgierski – Axel
- duński – Aksel
- fiński – Akseli
- francuski – Absalon, Axel
- norweski – Aksel, Axel